# Chalybura buffonii
El colibrí de Buffon (en Perú y Colombia) (Chalybura buffonii), también llamado colibrí grande de cola negra, colibrí grande colinegro (en Venezuela) o calzonario de Buffon (en Panamá), es una especie de ave apodiforme de la familia Trochilidae —los colibríes— una de las dos pertenecientes al género  Chalybura. Es nativa del extremo oriental de América Central y del norte y noroeste de América del Sur.

## Distribución y hábitat
Se distribuye desde el centro de Panamá hacia el este hasta el centro norte de Venezuela, y hacia el sur hasta el suroeste de Colombia, con poblaciones disjuntas en el suroeste de Ecuador y extremo noroeste de Perú.
Esta especie es considerada de poco común a bastante común en la mayoría de su zona, en sus hábitats naturales: los bosques secos y húmedos, bordes de bosques, cafetales, bosques semiabiertos y crecimientos secundarios; en zonas más húmedas donde es simpátrico con Chalybura urochrysia prefiere lugares más abiertos y con matorrales en lugar de bosques; sólo la subespecei caeruleogaster y en menor medida buffonii se dan con regularidad dentro de bosques húmedos. Se encuentra desde el nivel del mar localmente hasta los 2000 m de altitud.

## Descripción
Es un colibrí de gran porte, midiendo unos 12 cm de longitud. El cuerpo del macho es de color verde metálico oscura y su cola es azul oscuro. Posee un grupo de plumas secundarias blancas. Su pico es completamente negro, sus patas también son negras. La hembra es similar, pero su vientre, pecho y mentón son blanco grisáceos.

## Sistemática

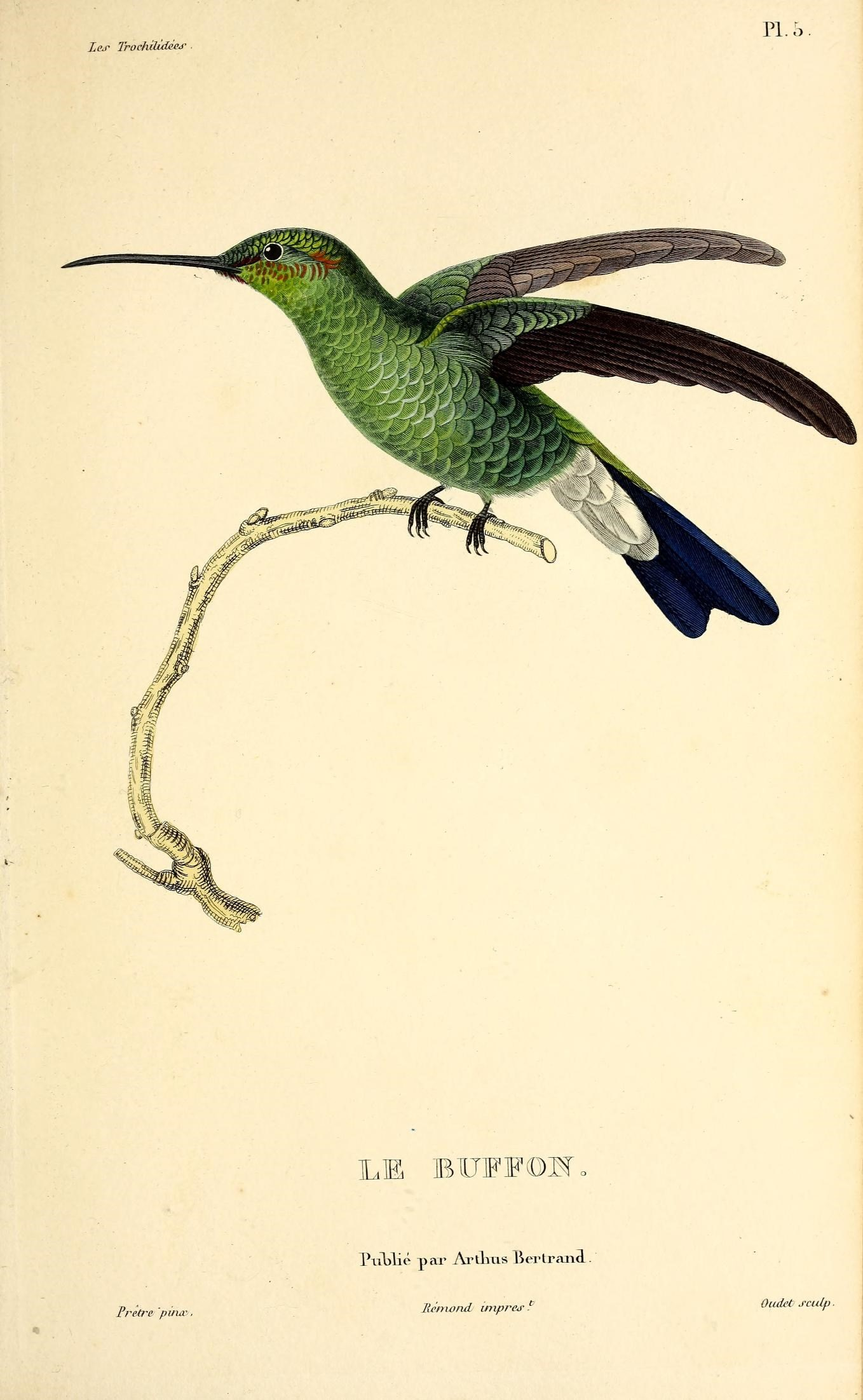
‘Le Buffon’ (Trochilus buffonii), ilustración de Prêtre en Les trochilidées, 1832.

### Descripción original
La especie C. buffonii fue descrita por primera vez por el ornitólogo francés René Primevère Lesson en 1832 bajo el nombre científico Trochilus buffonii; la localidad tipo dada fue: «Brasil», error, enmendado posteriormente para «región de Bogotá, Colombia».

### Etimología
El nombre genérico femenino «Chalybura» se compone de las palabras del griego «khalups, khalubos» que significa ‘acero’ y «oura» que significa ‘cola’; y el nombre de la especie «buffonii» conmemora al naturalista francés Georges-Louis Leclerc de Buffon (1707–1788).

### Taxonomía
Las subespecies caeruleogaster e intermedia podrían tratarse como especies separadas, dependiendo de más estudios. La forma descrita C. buffoni interior Todd, 1942, se considera inseparable de la subespecie nominal.

### Subespecies
Según las clasificaciones del Congreso Ornitológico Internacional (IOC) y Clements Checklist/eBird  se reconocen cinco subespecies, con su correspondiente distribución geográfica:
- Grupo politípico buffonii:
  - Chalybura buffonii micans Bangs & Barbour, 1922 – Panamá central y oriental y Colombia occidental hacia el sur hasta Nariño en la vertiente del Pacífico, en el valle del Cauca y en la cabecera del valle del Magdalena.
  - Chalybura buffonii buffonii (Lesson), 1832 – Colombia central en el valle alto y medio del Magdalena hasta las partes meridional y occidental de la cuenca de Maracaibo y las vertientes adyacentes en el extremo nororiental de Colombia y el noroeste de Venezuela en Zulia y el oeste de Mérida.
  - Chalybura buffonii aeneicauda Lawrence, 1865 – norte de Colombia en el bajo valle del Magdalena y la región de Santa Marta hacia el este hasta el oeste y centro-norte de Venezuela, a lo largo de la vertiente sur de los Andes y en la vertiente costera.

- Grupo monotípico caeruleogaster:
  - Chalybura buffonii caeruleogaster (Gould), 1847 – norte y centro de Colombia, en la vertiente oriental de los Andes Orientales.

- Grupo monotípico intermedia:
  - Chalybura buffonii intermedia Hartert & C. Hartert, 1894 – zona subtropical del suroeste de Ecuador en El Oro y del noroeste de Perú en Tumbes.